# Хурдучешть
Хурдучешть, Хурдучешті (рум. Hurducești) — село у повіті Мехедінць в Румунії. Адміністративно підпорядковане місту Стрехая.
Село розташоване на відстані 234 км на захід від Бухареста, 38 км на схід від Дробета-Турну-Северина, 61 км на північний захід від Крайови.

## Населення
За даними перепису населення 2002 року у селі проживали 283 особи, усі — румуни. Усі жителі села рідною мовою назвали румунську.